# Loïc Lagadec
Loïc Philippe Lagadec (ur. 12 sierpnia 1974 w Annonay) – francuski duchowny katolicki, biskup pomocniczy Lyonu od 2023.

## Życiorys
Święcenia kapłańskie otrzymał 26 czerwca 2005 i został inkardynowany do diecezji Grenoble-Vienne. Po czteroletnim stażu wikariuszowskim otrzymał nominację na wikariusza biskupiego ds. duszpasterstwa młodzieży, a w 2016 został wikariuszem generalnym diecezji.
9 marca 2023 papież Franciszek mianował go biskupem pomocniczym archidiecezji lyońskiej, ze stolicą tytularną Carpentras.
Sakry udzielił mu 30 kwietnia 2023 arcybiskup Lyonu – Olivier de Germay.